# Phryxe oblata
Phryxe oblata là một loài ruồi trong họ Tachinidae.